# Khuê Ngọc Điền
Khuê Ngọc Điền là một xã thuộc huyện Krông Bông, tỉnh Đắk Lắk, Việt Nam.
Xã có diện tích 62,34 km², dân số năm 1999 là 6396 người, mật độ dân số đạt 103 người/km².